# Proficy iFIX
Proficy iFIX ist eine PC-basierte Visualisierungsanwendung (SCADA-System) der Firma GE Intelligent Platforms. 1984 wurde die Software von der Firma Intellution (Emerson-Gruppe) unter dem Namen The Fix erstmals veröffentlicht. 2002 wurde iFIX, mit der Unternehmensübernahme von Intellution, in das Produktportfolio von GE Fanuc übernommen.

## Beschreibung
Die Visualisierungsanwendung iFIX (aktuelle Version 6.0) ermöglicht die Überwachung und Steuerung technischer Prozesse und stellt als Mensch-Maschine-Schnittstelle die notwendigen Elemente zur Bedienung und Beobachtung von Maschinen/Anlagen zur Verfügung. Weitere wesentliche Produktmerkmale sind die Erfassung und Langzeitdatenhaltung von Messwerten, die Erfassung, Speicherung und Visualisierung von Alarmen und Meldungen, sowie vorhandene Datenschnittstellen zu externen Systemen und ein Batch-System für Rezepturfahrweisen.
iFIX ist als modulares Client-Server-System implementiert das auf verschiedenen Versionen des Betriebssystems Microsoft Windows läuft. Die Anwendungsmöglichkeiten reichen von einfachen Ein-Rechner-Systemen, bei denen die Client- und Server-Software-Module auf einer Hardware-Einheit laufen, bis hin zu komplexen Systemen mit sehr vielen verteilten Hardware-Einheiten. Das HMI/SCADA Server Software-Modul realisiert die Anbindung an den Prozess über Schnittstellen zu externen Systemen, zum Beispiel Speicherprogrammierbare Steuerungen oder auch direkt zu Messgeräten. Ebenso dient es zur zentralen Datenhaltung. Die Module iClient und iClientTS realisieren die eigentliche grafische Mensch-Maschine-Schnittstelle mit verschiedenen optional einsetzbaren Erweiterungen wie Trend-Kurvendarstellung oder Protokollierung.

## Einsatzbereiche
Typische Einsatzbereiche der Software sind: 
- Produktionsanlagen in der Chemischen Industrie, Pharmazeutischen Industrie oder Nahrungsmittelindustrie, sowohl für kontinuierliche Prozesse als auch für Batch-Prozesse.
- Prozessvisualisierung und Steuerung in Kraftwerksanlagen, Öl- und Gasanlagen, für die Wasseraufbereitung und in Kläranlagen.
- Diskrete HMI Einheiten in Fertigungsanlagen wie in der Automobil- oder Automobilzulieferindustrie.
- Verkehrsleittechnik als Informationssystem bei der Überwachung von Autobahnen, Tunnelsystemen oder Parkleitsystemen.
- Gebäudeleittechnik.
- MES Client.
- BDE-, MDE-, PDE-Client mit integrierter Schnittstelle zur werksweiten, historischen Datenbank Proficy Historian.
- Web-Visualisierung.
- Visualisierung für SAP-Daten in der Produktion.

## Verbreitung
iFIX wird in den Sprachen Englisch, Deutsch, Französisch, Polnisch, Russisch, Chinesisch und Japanisch veröffentlicht. Der Haupt-Absatzmarkt der Software ist in den USA. Im deutschsprachigen Raum wird iFIX vor allem bei Firmen eingesetzt, deren Stammhaus in den USA ansässig ist. Das Grafikmodul von iFIX wird im Prozessleitsystem DeltaV der Firma Emerson als Basis verwendet. DeltaV ist vor allem bei komplexen Mehrstrang-Mehrzweckanlagen im Einsatz. GE Fanuc versucht sich seit 2005 vor allem im asiatischen Raum zu positionieren, in Singapur wurde laut eigener Pressemitteilung 2005 eine der weltweit größten SCADA Umgebungen mit etwa 500.000 Datenpunkten errichtet. Im Zusammenhang mit der Übernahme von Intellution durch GE Fanuc wird 2002 die Anzahl der Installationen weltweit mit etwa 185.000 Stück beziffert.